# 郑和下西洋

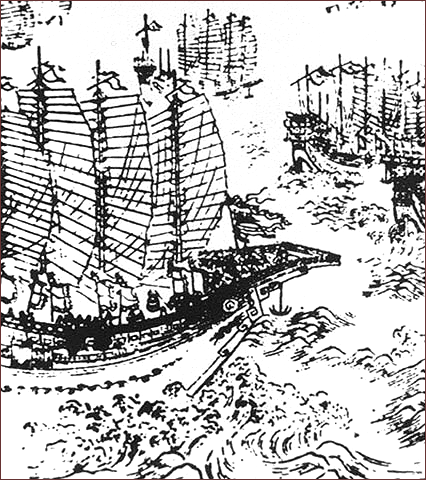
17世纪早期，鄭和下西洋宝船的木刻画。

郑和下西洋是指中國在明代早期（1405年至1433年）間的七場連續的大規模遠洋航海，跨越了東亞地區、東南亞地區、印度次大陸、阿拉伯半島、以及東非各地，被認爲是當時世界上規模最大的遠洋航海项目。从1405年（明永乐三年）到1433年，明成祖命鄭和率領二百四十多海船、二萬七千四百名船員的龐大船隊遠航，拜訪了三十餘個西太平洋和印度洋的國家和地區。這段時期是在迪亞士發現好望角的七十年前及哥倫布發現美洲大陸的八十年前；是當時世界上規模最大的遠航航海项目。郑和船隊七次下西洋的總航程達到七萬多海里，長度相當於地球圓周的三倍之多。
郑和船隊曾经航行至東海、南海、泰國灣，繞過馬六甲海峡進入安達曼海及孟加拉灣，再繞過整個南印度至阿拉伯海、波斯湾，從亞丁灣進入紅海，亦有航行至東非馬達加斯加北部更远的海域，到达沿海三十多個國家及島嶼，包括東南亞的爪哇、蘇門答臘、蘇祿、彭亨、真臘、暹羅；印度的古裏、榜葛剌；阿拉伯半岛的阿丹、天方、左法爾、忽魯謨斯；東非的木骨都束、莫桑比克贝拉港。郑和舰队的七次遠洋有六次是在明成祖永乐年间（1402年至1424年），而最後的第七次远航是在明宣宗宣德年间（1425年至1435年）。前三次远航最远到达印度西南海岸的卡利卡特，而第四次最远航行至波斯湾的霍尔木兹海峡；最后，船队远航至阿拉伯半岛和东非肯尼亚。
《鄭和航海圖》是世界現存最早的航海圖。

## 背景

### 鄭和以前的中國海洋活動

明成祖画像 (國立故宮博物院)。

十四世紀上半葉北非丹吉爾旅行家伊本·白图泰在《遊記》中，有描寫當時往來印度洋的中國船隻。近年在泉州灣出土的宋代海船，長11.4丈，寬3.3丈，比近兩個世纪後的鄭和寶船小。它以十二道隔梁分隔出十三個船艙，隔板厚達10至12釐米，每道隔梁用三四塊木板榫接而成，並與船肋骨緊密結合在一起，艙內採用水密艙壁。宋船曾採用榫接、鐵釘加固、船板縫隙中填塞捻合物的辦法，來保證船的堅固性和水密性。可得知當時中國的航海技术已经相对成熟。

### 明朝海禁

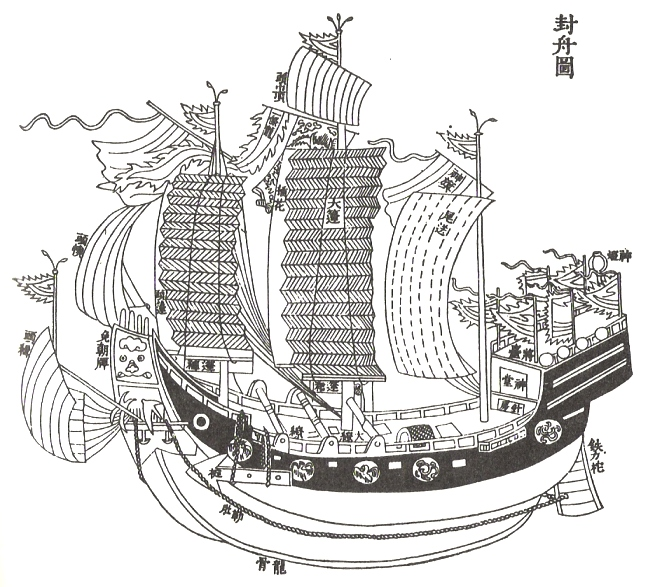
一艘明代福船。

明朝從洪武年間到隆慶年間，實行了近二百年海禁，开海时期只占4分之1。鄭和下西洋時的永乐年间，海禁政策甚至较洪武年间更为严苛。永乐二年(1404年)诏令「原有海船者，悉改为平头船，所在有司，防其出入」。永乐五年（1407年）甚至在安南也实行海禁：“亦不许军民人等私通外境，私自下海贩鬻番货”。
海禁是一項鎖國性質的國策，嚴格禁止人民對外通商貿易，规定人民「片板不许入海」，甚至民船造得稍大一些就是违法。《大明律》规定：“若奸豪势要及军民人等，擅造三桅以上违式大船，将带违禁货物下海，前往番国买卖，潜通海贼，同谋结聚，及为向导劫掠良民者，正犯比照已行律处斩，仍枭首示众，全家发边卫充军。其打造前项海船，卖与夷人图利者，比照将应禁军器下海者，因而走泄军情律，为首者处斩，为从者发边充军。”此外，亦會限制外国人到中国进行贸易。明朝唯恐禁海不力，有关海禁的诏令每过几年就會重申一遍。
海禁的原因有指是為了防止沿海反叛势力私通倭寇。明朝前期倭寇猖獗。據《明史》及《明實錄》記載，仅洪武元年至七年 (1368年至1374年) 間，倭寇對中國沿岸的侵擾次數就多達二十三次。此時正值日本的南北朝內戰，流離失所的日本平民為逃避戰亂，紛紛流亡海上。洪武二十五年（1392年），日本北朝的足利氏吞併南朝，不少南朝遺臣相繼逃亡出海，與日本浪人組成武裝，形成倭寇，侵擾中國沿岸地區。另一方面，曾割據江南沿海州縣的張士誠和方國珍，自被朱元璋擊敗后，其部下亡命海上，勾結日本浪人，侵擾山東、浙江、福建等沿海地區。有鑒於蘇、松、常、嘉、湖等州是張士誠的舊地，朱元璋因而對以上地区採取歧視性政策，所征田賦較其他地區高出十倍以上，當地百姓不堪其苦，流亡他鄉，或作為倭寇嚮導。此外，閩浙大族亦為了利益私通倭寇。有見及此，洪武三年（1370年），明廷“罢太仓黄渡市舶司”；洪武四年（1371年）十二月頒布「禁海令」，規定：”仍禁濒海民不得私出海”；洪武七年（1374年），明朝撤销了自唐宋时起就存在的负责海外贸易的福建泉州、浙江明州（今宁波）、广东广州三處市舶司。
永乐年间，当时还是皇太子的朱高炽最初对明成祖的下西洋决策也是非常支持，但是在后来频繁的下西洋之后，明朝的国库出现了入不敷出的问题（其中开销最多的地方就是在下西洋的事情上），这使得身为储君的朱高炽以及当时掌管国家财政的官员们开始对下西洋的决策出现了质疑。永乐二十二年，明成祖驾崩后不久，即位为帝的朱高炽因为国家的财政问题而取消下西洋的国策，再次实行禁海，直到宣宗即位。

### 破例入洋

#### 出使日本及暹羅

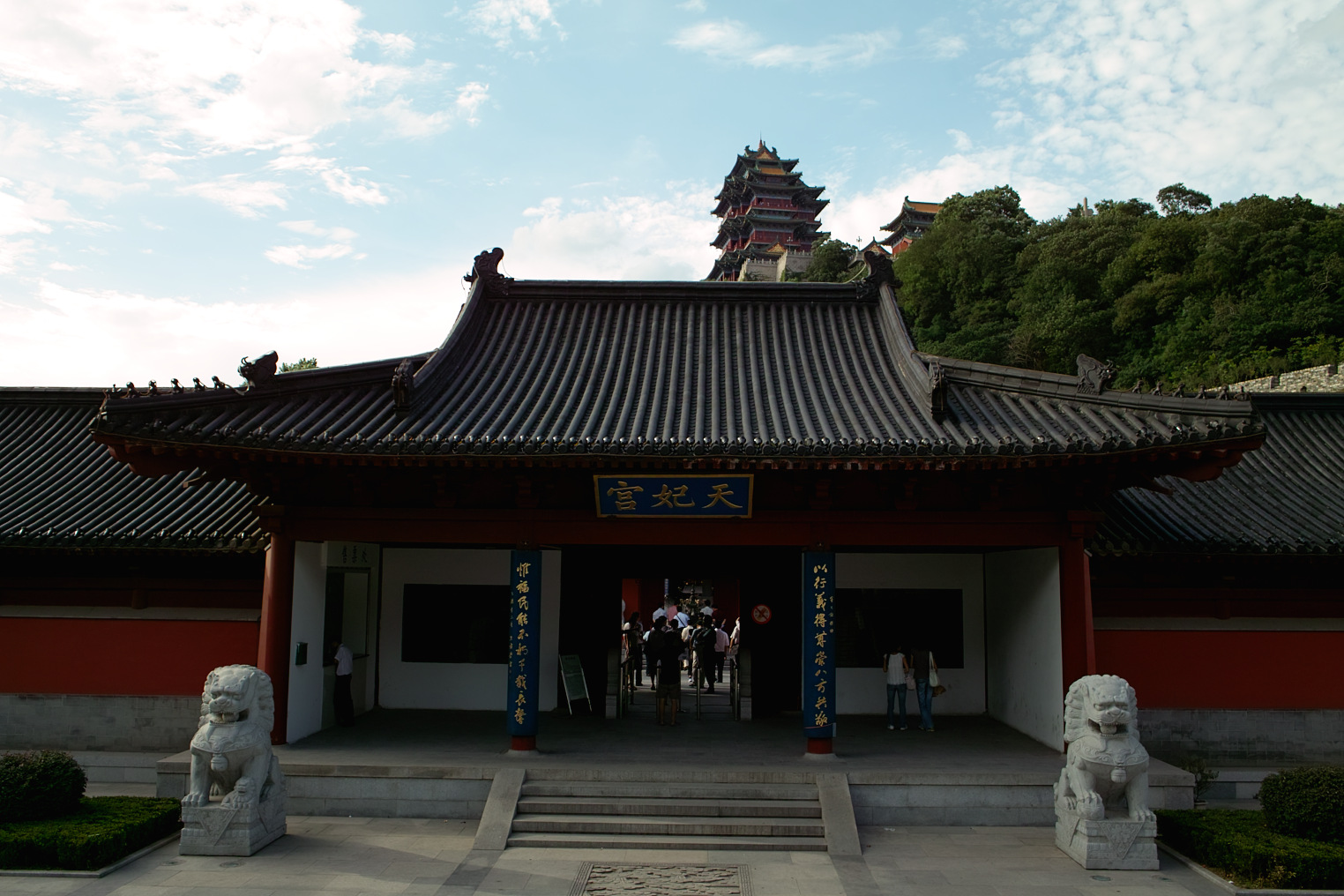
南京天妃宫。相传郑和出使暹羅穿过台湾海峡时，遇上狂风恶浪，天妃林默娘驾舟踏浪前往相救，得以化险为夷。郑和西航顺利返回后，将海上转危为安的事迹上奏皇帝，海神娘娘林默娘即被封为天妃，并于明成祖永乐五年（1407年），在南京建造天妃宫

在奉敕七下西洋前，鄭和在永乐元年先出使暹羅，後來在永乐二年出使日本，年底会朝复命。永樂元年（1403年），鄭和等奉差出使暹羅國。經廣州大星洋，忽遇風濤，鄭和祈天妃保祐，風平浪靜。
出使過程中鄭和船隊舟師沿途累次校正針路，牽星圖樣，海島水勢山形，畫成圖樣。鄭和歸來後，奉命整理天妃廟。
永乐元年（1403年）琉球、日本、暹罗各国使节到中国朝贡，建立了宗藩与册封关系。永乐二年（1404年）倭寇骚乱直隶、浙江，明成祖派遣中官郑和往日本，奉敕讨贼，由寧波附近的桃花渡出海。1405年，足利義滿（明朝其時稱“日本王源道义”）遣使，献上在壹歧，对马等岛所俘获的倭寇；乃命来使按其本国法处置，令一人生火，将倭寇上蒸籠蒸杀。明成祖嘉奖源道义勤诚，遣鸿庐寺少卿潘赐，内官王进等赍玺书冕服，赐日本王，令十年一贡。
郑和统督水师十万到达日本，向室町幕府第三任将军足利义满宣旨：「使其自行剿寇，治以本国之法」。足利义满同时受明朝封赏，并派遣使节献上抓获的倭寇，与明朝正式建立了外交关系。双方签订了《勘合贸易条约》，日本以屬國的名義对明朝進行朝貢貿易。明朝赐足利义满「日本国王」金印一枚，足利义满回书自称「日本国王，臣源义满」。

### 目的
郑和下西洋的目的，目前不同的历史学家有不同的看法。
| 目的                           | 解說 |
| 寻找建文帝的下落               | 明代多种文献认为：郑和下西洋是为了寻找建文帝的下落。《明史·郑和传》中记載：「成祖疑惠帝亡海外，欲觅踪迹。」《西山杂志·三保太监下西洋》「永乐三年成祖疑惠帝南逃，命中官郑和、王景弘、张文等造大船百艘，率军二万七千余。」顾起元《客座赘语·宝船厂》：「宝船之役，时有谓建文帝入海上诸国，假此踪迹之。」                                                                                          |
| 掃蕩張士誠舊部                 | 有歷史學家指鄭和下西洋是由於明成祖派遣鄭和去掃蕩元朝末年起義群雄張士誠的殘餘勢力。於張士誠身故後，其部屬聯合日本倭寇威脅沿海地區安全。明成祖基於安全考慮便派遣鄭和加之以掃蕩。 |
| 與海外番國結盟，圍堵帖木兒帝國 | 历史学家向达、尚钺提出郑和下西洋是针对帖木儿帝国，联合印度包抄帖木儿帝国后方，牵制其东进。明初時，帖木兒大舉進攻明朝，因此從海外結盟是鄭和下西洋的一個主要目的。不過，根據史學家徐玉虎所言：「印度、紅海等地無形中對帖木兒帝國採取半月形的外圍攻勢。」反映鄭和下西洋之舉並非旨在包抄帖木兒帝國。而帖木兒帝國內部在公元1405年帖木兒身故後也發生沙哈魯爭奪皇位事件。便證明了鄭和下西洋旨不在此。 |
| 解決軍事復員問題               | 靖難之變期間，明朝國內出現饑荒。明成祖就加緊南糧北運的工程，並擴大對海軍和陸軍的需求。事情得到解決後，對海軍的需求下降。為防止這批海軍叛亂，明成祖便安排他們跟隨鄭和下西洋。 |
| 耀兵異域，示中國富強           | 《明史·郑和传》中记載：「且欲耀兵异域，示中国富强」。 |
| 发展海外贸易並殖民海外         | 鄭和下西洋發展的海外貿易包括朝貢貿易，官方貿易和民間貿易。但在明成祖年間仍實施海禁政策，加上史學家徐玉虎指出明室要「阻錢貨之外流」，所以殖民之說不太可能成立。 |
| 前往麥加朝聖                   | 起自鄭和出身于穆斯林家庭，但是信奉佛教，对道教也比较崇敬。麥加时期，郑和作为船队主帅没有前往，僅有其手下馬歡等人前往交易，故朝聖之說亦不太可能成立。 |

## 歷史

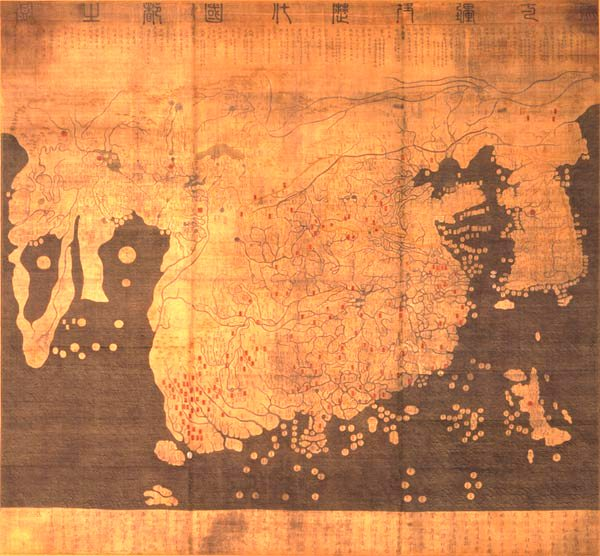
15世纪初，朝鲜所制的《混一疆理历代国都之图》，显示郑和时代的明朝及其藩属国的世界观。

明永乐三年（1405年），明成祖准許太監鄭和率領二百四十多艘海船、二萬七千四百名船員的龐大船隊遠航，拜訪了三十多個在西太平洋和印度洋的國家和地區。每次都由蘇州瀏家港出發經上山下海（今江门大广海湾上川岛一帶）出海，一直到1433年（明宣德八年），一共遠航了有七次之多。最後一次，宣德八年四月回程到古里時，鄭和在船上因病過世。明代故事《三寶太監西洋記通俗演義》和明代雜劇《奉天命三保下西洋》將他的旅行探險稱之為「三保太監下西洋」。
鄭和曾到達過爪哇、蘇門答臘、蘇祿、彭亨、真臘、古裏、暹羅、榜葛剌、阿丹、天方、左法爾、忽魯謨斯、木骨都束等三十多個國家，在中东方向最遠曾達麥加，在非洲方向最遠曾達莫桑比克的貝拉港。部分觀點認為鄭和有可能到過澳大利亞、新西蘭和美洲。

### 第一次下西洋
永樂三年六月十五（1405年7月11日）明成祖命正使郑和與王景弘率士兵二万八千余人出使西洋，造长四十四丈广十八丈大船六十二艘，从蘇州府刘家河泛海到福州府長樂縣太平港，再由福州五虎门杨帆经上下川山（今大广海湾经济区外海），先到占城（今越南中南部地區），后向爪哇方向南航，次年六月三十日在爪哇三宝垄登陆，进行贸易。时西爪哇与东爪哇内战，西爪哇灭东爪哇，西爪哇兵杀郑和士兵一百七十人，西王畏惧，献黄金六万两，补偿郑和死难士兵。随后到三佛齐舊港，时旧港广东侨领施进卿来报，海盗陈祖义凶横，郑和兴兵剿灭贼党五千多人，烧贼船十艘，获贼船五艘，生擒海盗陈祖义等三贼首。郑和船队后到过苏门答腊、满刺加、锡兰、古里等国家。在古里赐其王国王诰命银印，并起建碑亭，立石碑“去中国十万余里，民物咸若，熙嗥同风，刻石于兹，永示万世”。永乐五年九月初二（1407年10月2日）回国，押陈祖义等献上，陈祖义等被问斩。施进卿被封为旧港宣慰使。旧港擒贼有功将士获赏：指挥官钞一百锭，彩币四表里，千户钞八十锭，彩币三表里，百户钞六十锭，彩币二表里；医士，番火长钞五十锭，彩币一百表里，锦布三百二十九匹。

### 第二次下西洋
永乐五年（1407年），命太监郑和、王景弘等出使，费信随行，前往古里，满剌加，苏门答剌，阿鲁，加异勒，爪哇，暹罗，占城，柯枝，阿拔把丹，小柯兰，南巫里，甘巴里等国，赐其国王锦绮纱罗，永乐七年夏（1409年）回国。
第二次下西洋人数据载有27000人。

### 第三次下西洋

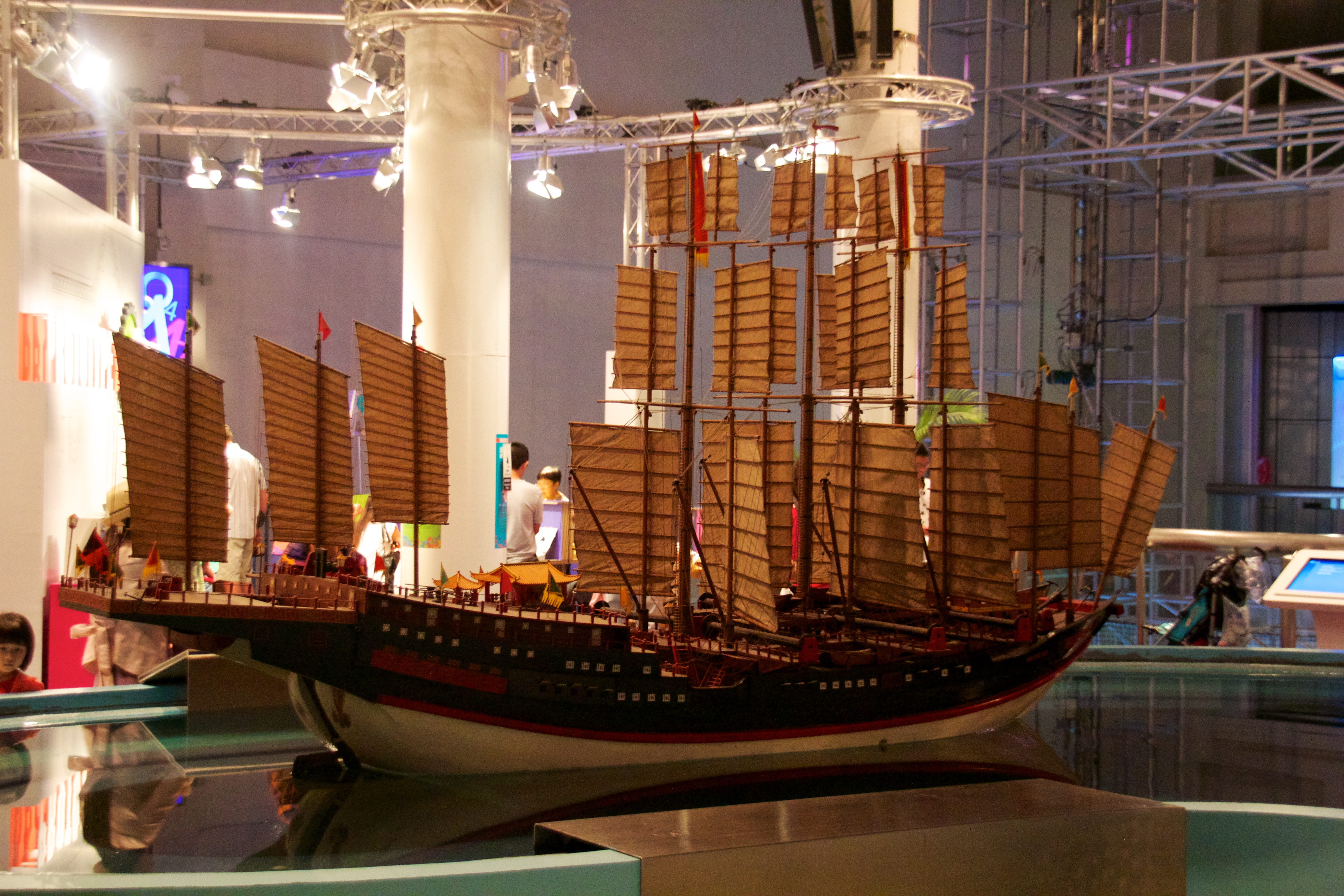
鄭和寶船模型，香港科學館

永乐六年（1408年）正月，明成祖命工部造宝船四十八艘。永乐七年九月（1409年10月）成祖命正使太监郑和與王景弘、候显率领官兵二万七千余人，驾驶海舶四十八艘，从太仓浏家港启航，敕使占城，宾童龙，真腊，暹罗，假里马丁，交阑山，爪哇，重迦罗，吉里闷地，古里，满剌加，彭亨，东西竺，龙牙迦邈，淡洋，苏门答剌，花面，龙涎屿，翠兰屿，阿鲁，锡兰，小葛兰，柯枝，榜葛剌，卜剌哇，竹步，木骨都束，苏禄等国。費信、馬歡等人會同前往。满剌加当时是暹罗属国，正使郑和奉帝命招敕，赐双台银印，冠带袍服，建碑封域为满剌加国，暹罗不敢扰。中国宝船到此，立排栅，城设四门更鼓楼，夜间提令巡警。满剌加九州山盛产沉香，黄熟香；太监郑和等差官兵入山采香，得直径八九尺，长八九丈的标本6株。永乐七年，成祖命正使太监郑和等赍捧诏敕金银供器等到锡兰山寺布施，并建立《布施锡兰山佛寺碑》}此碑現存于科倫坡博物館。郑和访问锡兰山国时，锡兰山国王亞烈苦奈兒“負固不恭，謀害舟師”，被郑和觉察，离开锡兰山前往他国。回程时再次访问锡兰山国，亚烈苦奈儿诱骗郑和到国中，发兵五万围攻郑和船队，又伐木阻断郑和归路。郑和趁贼兵倾巢而出，国中空虚，带领随从二千官兵，取小道出其不意突袭亚烈苦奈儿王城，破城而入，生擒亚烈苦奈儿并家属。永乐九年六月十六（1411年7月6日）回国獻亚烈苦奈儿与永樂帝，朝臣齐奏诛杀，永樂帝怜悯亚烈苦奈儿无知，释放亚烈苦奈儿和妻子，给予衣食，命礼部商议，选其国人中贤者为王。选贤者邪把乃耶，遣使赍引，诰封为锡兰山国王，并遣返亚烈苦奈儿。永乐九年（1411年）满剌加国王拜里米苏剌，率领妻子陪臣540多人来朝，朝廷赐海船回国守卫疆土。从此“海外诸番，益服天子威德”。八月礼部、兵部议奏，对锡兰战役有功将士754人，按奇功，奇功次等，头功，头功次等，各有升职，并赏赐钞银，彩币锦布等。
21条航线：
| 航线 | 起点       | 昼夜 | 终点           |
| ---- | ---------- | ---- | -------------- |
| 1    | 太仓刘家港 |      | 福州长乐太平港 |
| 2    | 福州五虎门 | 10   | 占城国         |
| 3    | 占城       | 3    | 真腊国         |
| 4    | 占城       | 10   | 暹罗国         |
| 5    | 占城       | 10   | 交栏山         |
| 6    | 占城       | 20   | 爪哇国         |
| 7    | 满剌加     | 9    | 苏门答剌       |
| 8    | 满剌加     | 3    | 阿鲁           |
| 9    | 苏门答剌   | 1    | 龙涎屿         |
| 10   | 苏门答剌   | 12   | 锡兰山国       |
| 11   | 苏门答剌   | 20   | 榜葛剌国       |
| 12   | 龙涎屿     | 5    | 翠兰屿         |
| 13   | 锡兰山国   | 10   | 古里国         |
| 14   | 锡兰山国   | 7    | 溜洋国         |
| 15   | 锡兰山国   | 21   | 卜剌瓦国       |
| 16   | 古里国     | 10   | 忽鲁谟斯       |
| 17   | 古里国     | 20   | 剌撒国         |
| 18   | 古里国     | 22   | 阿丹国         |
| 19   | 古里国     | 20   | 佐法儿国       |
| 20   | 小葛兰国   | 20   | 木骨都束国     |
| 21   | 忽鲁谟斯国 | 4    | 天方国         |

### 第四次下西洋

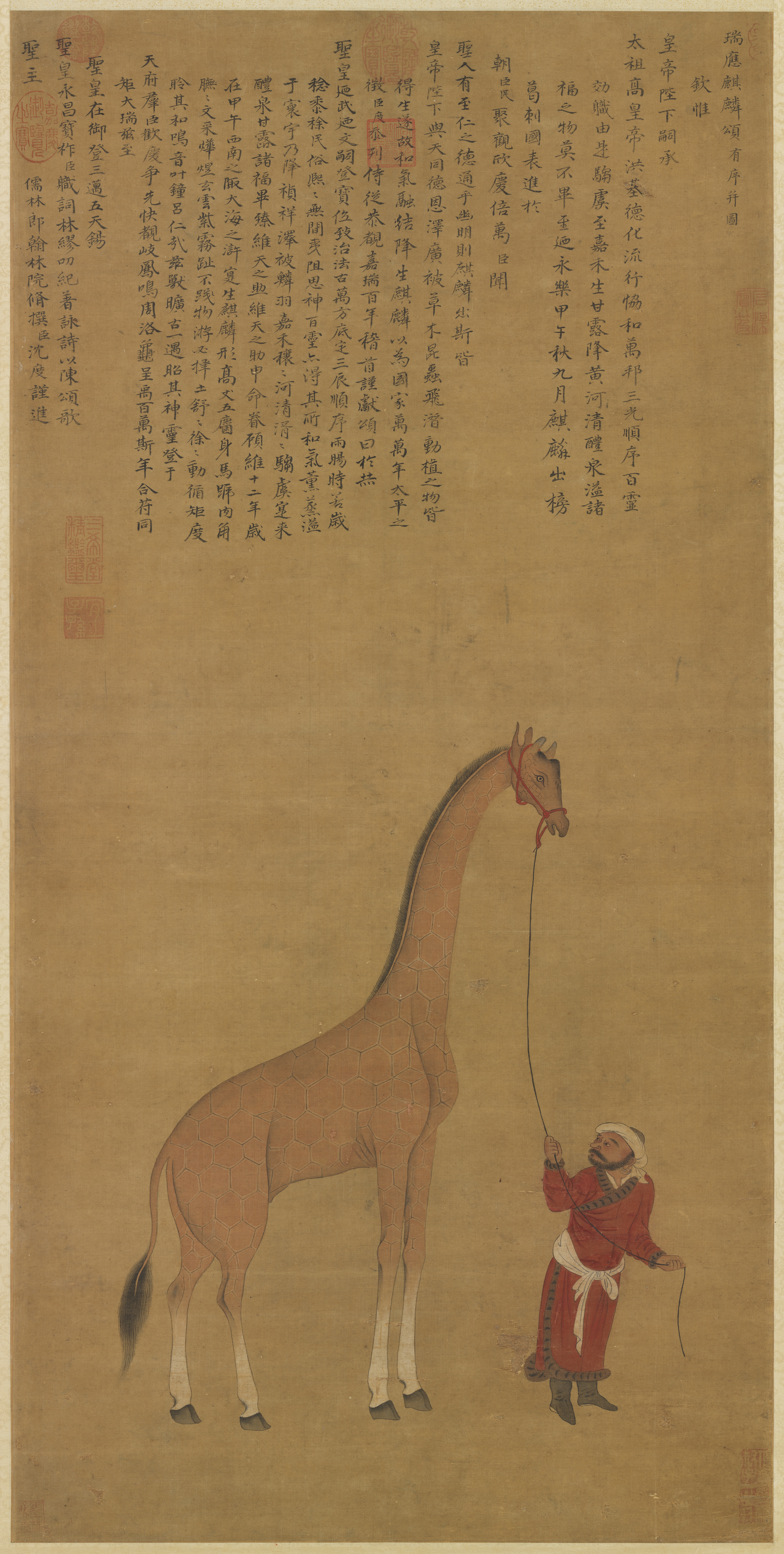
明朝沈度作《瑞应麒麟图》

永乐十一年十一月（1413年11月）正使太监郑和與王景弘等奉命统军二万七千余人，驾海舶四十，出使满剌加，爪哇，占城，苏门答剌，柯枝，古里，南渤里，彭亨，吉兰丹，加异勒，勿鲁谟斯，比剌，溜山，孙剌等国。郑和使团中包括官员八百六十八人，兵二萬六千八百人，指挥九十三人，都指挥兩人，书手一百四十人，百户四百三十人，户部郎中一人，阴阳官一人，教谕一人，舍人兩人，医官医士一百八十人，正使太监七人，监丞五人，少监十人，内官内使五十三人其中包括翻译官马欢，陕西西安羊市大街清真寺掌教哈三，指挥唐敬，王衡，林子宣，胡俊，哈同等。郑和先到占城，奉帝命赐占城王冠带。1413年郑和船队到苏门答剌，当时伪王苏干剌窃国，郑和奉帝命统率官兵追剿，生擒苏干剌送京伏诛。1413年郑和舰队在三宝垄停留一个月整休，郑和费信常在当地华人回教堂祈祷。郑和命哈芝黄达京掌管占婆华人回教徒。首次繞過阿拉伯半島，航行東非麻林迪（肯尼亚），永乐十三年七月初八（1415年8月12日）回国。同年11月，麻林迪特使來中國進獻“麒麟”（即長頸鹿）。

### 第五次下西洋

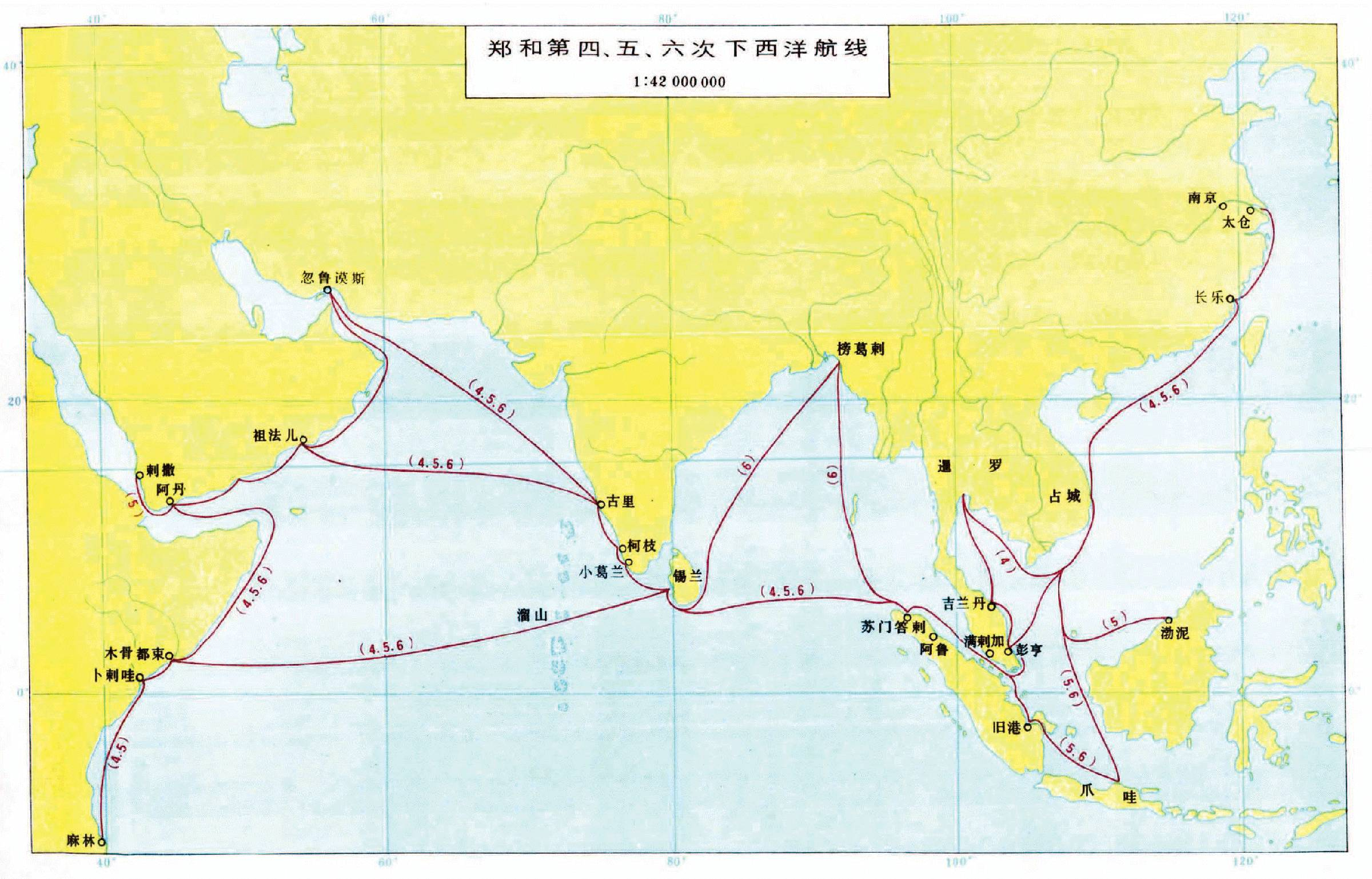
鄭和第四、五、六次航海航線圖

永乐十四年十二月十日（1416年12月28日），古里等国使者回国，郑和第五次受命率船队出发，送还使者并访问诸国。从刘家港出发至福州長樂太平港驻泊候风期間，据署名蒲和日所立的“郑和行香碑”載，郑和曾于永乐十五六五月十六日（1417年5月31日），去泉州回教先賢墓行香。，于永乐十五年五月（1417年6月）出发，护送古里、爪哇、满剌加、占城、锡兰山、木骨都束、溜山、喃渤里、卜剌哇、苏门答剌、麻林、剌撒、忽鲁谟斯、柯枝、南巫里、沙里湾泥、彭亨各国使者及舊港宣慰使归国。隨行有僧人慧信，将领朱真、唐敬等。郑和奉命在柯枝诏赐国王印诰，封国中大山为镇国山，并立碑铭文。忽鲁谟斯进贡狮子，金钱豹，西马；阿丹国进贡麒麟，祖法儿进贡长角马，木骨都束进贡花福鹿、狮子；卜剌哇进贡千里骆驼、鸵鸡；爪哇、古里进贡麾里羔兽。永乐十七年七月十七（1419年8月8日）回国。
注：据传宋末泉州市舶司提举蒲寿庚之侄蒲日和，被郑和起用，一同奉敕往西洋后有功加封泉州卫镇抚。

### 第六次下西洋
永乐十九年正月三十日（1421年3月3日）出发，往榜葛剌（孟加拉），史載“於鎮東洋中，官舟遭大風，掀翻欲溺，舟中喧泣，急叩神求佑，言未畢，……風恬浪靜”，中道返回，永乐二十年八月十八（1422年9月2日）回国。永樂二十二年，明成祖去世，仁宗朱高熾即位，以經濟空虛，下令停止下西洋的行動。

### 第七次下西洋
宣德五年（1430年）宣德帝以外番多不来朝贡，命郑和往西洋忽鲁谟斯等国公干，随行有太监王景弘、李兴、朱良、杨真，右少保洪保等人。第七次下西洋人数，根据明代祝允明《前闻记下西洋》记载，有官校、旗军、火长、舵工、班碇手、通事、办事、书弄手、医士、铁锚搭材等匠、水手、民梢等共27550人。
宣德五年闰十二月初六（1430年1月），郑和率领二万七千余官兵，驾驶宝船61艘，从龙江关（今南京下关）启航，经徐山、十日到江苏太仓，二十日出太仓附子门、二十一日到刘家港，驻留约一个月，在此期间，郑和在刘家港北漕口修建天妃宫，宣德六年（1431年）春天，天妃宫修建完毕，郑和立「通番事迹记碑」：“……和等自永乐初，奉使诸番，今经七次，每统官兵数万人，海船数百艘，自太仓开洋，由占城国，暹罗国，爪哇国，柯枝国，古里国，抵西域忽鲁谟斯等三十余国，涉苍溟十万余里……明宣德六年，正使太監鄭和、王景弘，副使太監朱良、周滿、洪保、楊真，左少監張達等立”。”。宣德六年（1431年）二月二十六日抵达福州长乐港。郑和船队在长乐停留约半年，在此期间，郑和曾率领兴平三卫指挥千百户和州府官员，到福建湄州屿，卖办木石，重修湄州天妃宫。又在长乐县南山三峰塔寺之旁，修建长乐天妃宫，十一月建成，树立《天妃灵验之记》碑，并铸造铜钟一口，铭文：“永远长生供养，祈保西洋往回平安，吉祥如意者，大明宣德六年岁次辛亥仲夏吉日，太监郑和，王景弘同官军人等，发心铸造铜钟一口”。
十二月九日出五虎门，二十四日到占城。七年正月从占城起航，二月六日抵达爪哇。六月十六日起航，二十七日抵达旧港。七月一日启航，八日抵达满剌加。八月八日启航，十八日抵达苏门答剌。十月十日启航，十一月六日抵达锡兰山。十日启航，十八日抵达古里国。二十二日启航，十二月二十六日抵达忽鲁谟斯。八年二月十八日开船回洋，三月十一日到古里国。返航途中，郑和因劳累过度于宣德八年（1433年）四月初在印度西海岸古里去世，船队由王景弘率领返航。二十日大船回洋。四月六日到苏门答剌。十二日开船，二十日到满剌加。五月十日回昆仑洋，二十六日到占城。六月一日启航，经南澳山，望郎回山，碗碟屿，二十一日进太仓，七月六日到南京。

## 船舶建造
永乐年間，鄭和乘坐的寶船由南京龍江船廠轄下的寶船廠建造。據顧起元《客座贅語》中記錄，「寶船共六十三號，大船長四十四丈四尺，闊一十八丈，中船三十七丈，闊一十五丈」可見當時鄭和下西洋的寶船的規模之大。武汉理工大学交通學院教授席龍飛指出：「很多學者把寶船廠遺址混淆於龍江船廠。龍江船廠建於明洪武初年，因為有一本《龍江船廠誌》，很是有名。不過書中有廠圖，其廠址在城壕與秦淮河之間，深闊尺度只有354丈、138丈。由於廠址遠離長江，所造船舶只能由秦淮河北上才能達於長江。」由此反映寶船廠與龍江船廠的位置不一樣。

### 造船技术
寶船的船體设计爲寬度56米，船體的長寬比值為2.45左右，如此大的長寬比值令其避免了因船身過於狹長而經不起大浪發生斷裂。近年來有學者根據寶船的尺度，從船體強度理論研究，推算出為承受縱向總彎曲力距，船底板和甲板的厚度分別約為340和380毫米。
明代中国東南海域常见的福船，是當時一種性能佳的遠洋海船，特徵為艏艉兩端高翹，一般吃水四米。古代福船高大如樓，底尖上闊，首尾高昂，两側有護板。全船分四層，下層装土石壓艙，多用於海上貿易與交通往來。從現代船舶机械工程学研究對福船的研究，可得知其航海性能。以接近一般帆船的速率來看，若是能提供 5kW 的功率，福船可達 4.7 節的速率。關於扶正力臂曲線對於船隻穩定性的影響，福船穩定範圍甚大，能在天候險惡的海域航行，是理想的航運船隻船型。普通福船的穩度消失角為123°，為沙船的兩倍，遇上大風浪也不會輕易傾側，適合遠洋航海。從穩度安全域的表現來看，福船的穩度安全性佳，遇到大浪時，福船式的船有較大機會存活。這反映了當時中国的造船技术，可見當時中国有能力造出像文獻上所记载的龐大遠洋海船。

## 航海

### 船隻及海员

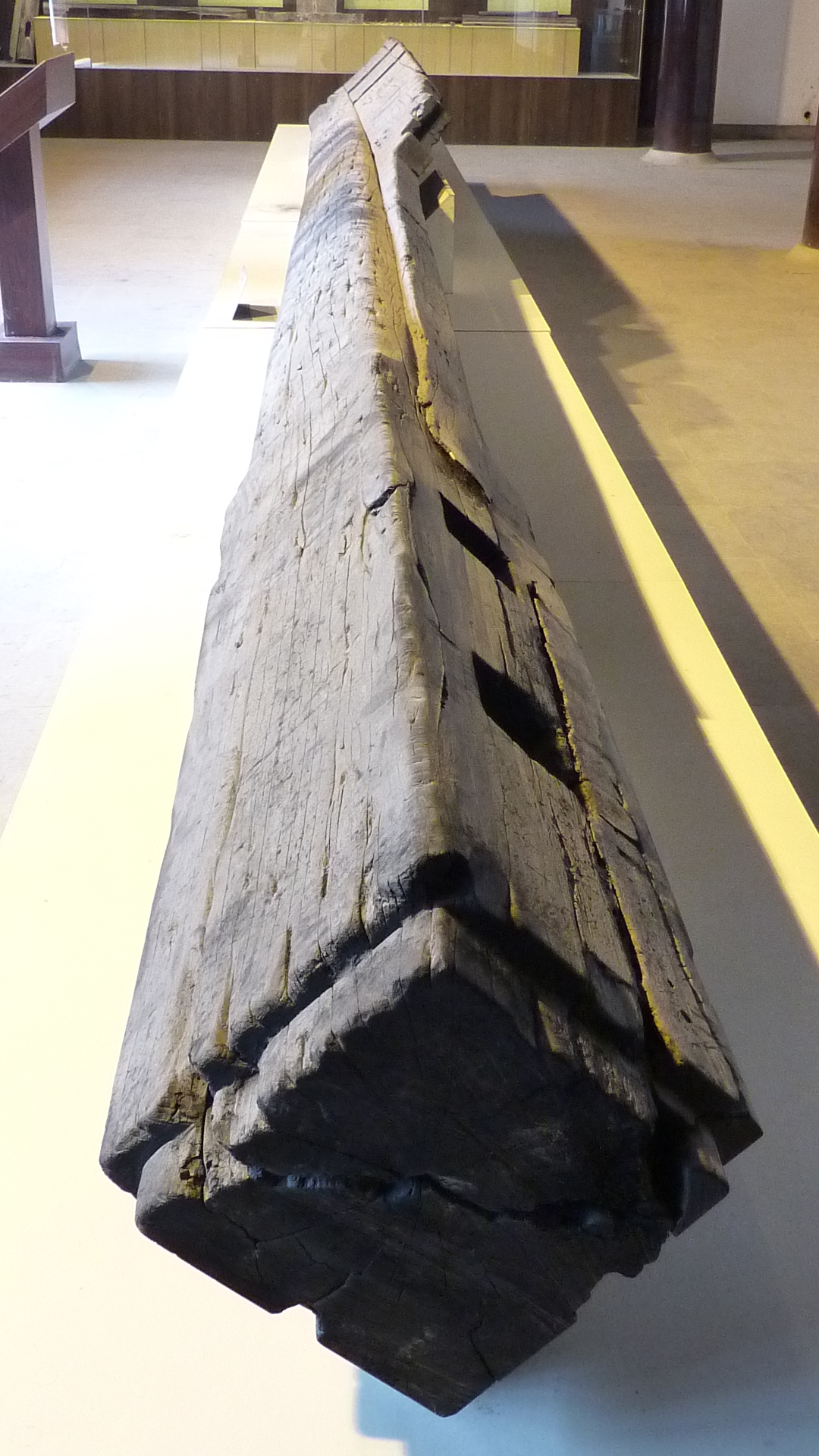
2004年出土的寶船船舵。南京宝船厂遗址

据跟随郑和下西洋的翻译官马欢所著《瀛涯胜览》（1451年定稿）记录：
宝船六十三只，大者长四十四丈四尺，阔一十八丈，中者长三十七丈阔一十五丈。
，是當時世界上最大的海船，換算成国际单位則為長一百五十一點一八米，寬六十一點六米。船上的九枝桅可以同時悬掛十二張船帆，錨重數千斤，一艘船可容納上千人。
另一種說法則認為史料所載有誤，可能馬歡著作在傳抄修訂刻印時錯錄有關船隻大小的數據，其他書籍都採信馬歡著述故而踵謬。此觀點並指出：從古至今都無如此規模的類似木帆船出現，更無可能有長180米的龍骨即樹高250米以上的木材，在未發明龍骨鐵件連接技術的明代，長180米的船是無法做出來的。比較具代表性的論點是於1980年10月中國科學技術史學會成立大會上，楊宗英宣讀的論文《略論鄭和下西洋的寶船尺度》。在分析了史料常有失實；船舶尺度受生產力發展的制約以及受材料強度限制等幾點後，作者提出：「明史上記載的寶船，長四十四丈，寬十八丈，若將其寬作為長，將長度的單位丈改為尺，而改為四丈四廣，十八丈長，則與一般法式估算的尺度相當接近了。」，除這一論文所述觀點，還有學者認為「廣十八丈」是「廣於八丈」之誤。即使是保守估计的十八丈長度，即約爲六十米，在當時來説也是庞然巨物，相當於三個半世紀以後，英國海軍旗舰勝利號的船身長度。
马欢著《瀛涯胜览》记录：
计下西洋官校、旗军、勇士、力士、通士、民稍、买办、 书手、通共计二万七千六百七十员名：官八百六十八员、军二万六千八百二名。正使太监七员、少监十员、监丞五员。内官内使五十三员、户部郎中一员、都指挥二员。指挥九十三员、千户一百四十员、百户四百三员。教谕一员、阴阳官一员、舍人二名、余丁一名。医官、医士一百八十名。
1957年5月在南京下關三叉河中保村明代寶船廠船塢遺址出土一根長11.07米的巨型舵杆，據測算其舵葉高度為約6.25米。

### 導航术
鄭和下西洋中成果之一是「全面考察此洋沿岸」，1621年印刷複製的海圖，這些航海圖解指南並非照比例繪製，而是用羅盤方位標注大港之間的路線，全以「按某某方位，經某某時間單位」方式表示。:232
鄭和利用牵星板確認北極星位置，再對應到地圖上每個港口的緯度（根據北極星在海平線的高度），做為航海的根據。
根据《鄭和航海图》，鄭和使用《海道针经》（24/48 方位指南针导航）结合过洋牵星术（天文导航），在当时是最先进的航海导航技术。
很像已掌握葡萄牙研究出來的季風帶航線。如果已經掌握季風帶航線，可以從印度果阿附近，直接順著季風沿緯度線到東非，等半年後再順季風由東非到印度。

### 醫藥及衛生條件
鄭和船隊亦遇到瘧疾之類疾病的危害，但是尚未見有因各種疾病大量減員的記載。據《冶誠客、蛇珠》載「永樂中（1403~ 1424）下洋一兵，病瘧殆死，舟人欲棄海中，舟師與有舊，乞於眾，予錫釜衣糧之屬，留之島上。甫登島，為大雨淋漓而愈，遂覓嵌岩居焉。島多柔草佳木，百鳥巢其中，兵取鳥卵為食，旬月體充」。有個船員得了瘧疾，會傳染，船員說直接扔海裡，但是考慮到舊情，船長還是給了他一些生活必須品，把他留在島上。後來，該兵在島上生活一年多，海船回歸路經該島將其帶回。

#### 隨行醫官
根據《鄭和家譜》、《瀛涯勝覽》的記載，鄭和船隊下西洋配有醫官、醫士108餘名，大約平均10名乘員有1名醫官或醫士。這些醫官、醫士一是由明太醫院派出；二是從民間良醫中應徵招募，醫術較高。例如，陳以誠醫官，據《嘉興府志》載「陳以誠，善詩畫，尤精於醫。永樂間，應選隸太醫院，累從中使鄭和往西洋諸國，歸搖院判」。
鄭和船隊眾多的醫藥人員擔負多種任務。一是為「出使人員防病治病」。二是為所到達西洋各國居民防病治病，以此作為和平交往的手段之一。據清代康熙時修撰的《台灣府志》所載「藥水」條稱：「在鳳山縣淡水社，相傳明太監王三保投藥於水中令當地染病者入水沐浴而治療」。

### 糧食及補給

#### 初始補給品
鄭和船隊7次下西洋中有4次從江蘇太倉劉家港出發。劉家港是當時南糧北調的中轉地，出使官軍的糧秣給養都在此補給配齊。

#### 淡水供应
據史料記載，鄭和船隊的船只有水櫃貯水供日常生活飲用。整個船隊則配有水船運送淡水補給。

#### 食品來源及保存
明初之時，食品加工方法已能處理保鮮期短暫的食物，例如將肉類、水產、蔬菜以鹽、醬、醋、酒糟醃製，或煙燻、曬乾。將水果曝曬成果脯，或以蜜、糖漬，或用火焙。鄭和船隊的食物，除了鹽、醬、茶、酒及飲用水之外，還包括不易變質的米麥等穀物、豆類，還有加工處理過的果菜、肉類、水產以及醋、蜜、糖等調料。
鄭和船隊可就地捕釣水產類，並在船艙中以活水養殖；家禽類也可在船上畜養；蔬菜亦可在船上栽種。按十四世紀上半葉北非丹吉爾旅行家伊本·白图泰在《遊記》中描寫當時往來印度洋的中國船隻，其船員常在木盆中栽種蔬菜、生薑，提供日常食用。然而，船上的產量畢竟有限。大量的新鮮蔬果、肉類及飲用水，勢必待上岸時補給，尤其是不可或缺的淡水。正如鞏珍在《西洋番國志》的自序中所述「缺其食飲，則勞困弗勝，況海水鹵咸，不可入口，皆於附近川澤及濱海港灣，汲汲淡水。水船載運，積貯倉糧舟者，以備用度，斯乃至急之務，不可暫弛。」。

### 船隊通訊
船隊通訊除燈、旗以外，如遇霧雨風浪海上視線不佳之時，則備有各種鑼鼓作為音響信號之用。船隊中有一種叫小八櫓的聯絡船。

## 遊記及文學
- 馬歡隨鄭和船隊下西洋，將行旅見聞記錄成書，於1416年完成《瀛涯胜览》，記錄了鄭和船隊途經中南半島（占城），馬來半島（滿刺加），爪哇島，蘇門答臘島。
- 鞏珍所著的《西洋番國志》
- 匡愚醫士曾隨鄭和三次下西洋，在診務之暇對西洋九國山川形勝進行考察記錄，繪成畫冊，名《華夷勝覽》。
- 羅懋登所著的《三寶太監西洋記》

## 影響

### 歷史意義
鄭和曾到達過爪哇、蘇門答臘、苏禄、彭亨、真蜡、古里、暹羅、阿丹、天方、左法尔、忽魯謨斯、木骨都束等三十多個國家，最遠曾達非洲東岸，紅海、麥加，并有可能到过澳大利亚，象征着中國航海史上的一個高峰。鄭和遠航時間大約是在探險家达伽马和哥倫布等人遠征的八十多年前；當時明朝在航海技術，船隊規模、航程之遠、持續時間、涉及領域等的規模及高度，在當時的世界均是前所未見。然而鄭和所走的路線雖未為明朝所知，其實是幾百年來東南亞及中東諸國常用路線，相較後來的西方航海探險家，鄭和並沒有為世界發現新航線而改變世界格局。

### 恢復四夷朝貢
得到明室發出勘合的藩屬國，經泉州和寧波等三個通商口岸通商，向明朝市場輸入了舶來商品，如蘆薈。根据学者估计，郑和下西洋所帶來的贸易利益，最少爲黄金二十万两，白银上千万两，是宋元兩代市舶司收入的十几倍。

### 政局
鄭和下西洋中所做的海外政治干預中，以長遠影響來看，最重要的是操縱马六甲海峽（往來中國及海洋貿易的要道），選擇扶植从巨港逃亡的王子拜里迷蘇剌，於1409年鄭和授與其國璽及皇袍。拜里迷蘇剌曾親自往中國朝貢，使其在马六甲沼澤地的據點成為日漸富庶繁榮的商業中心。:232掃除马六甲海盜並扶植马六甲小國換取補給。
另一方面，雖然鄭和下西洋時推翻了斯里蘭卡王朝及蘇門答臘的君主，但他並未有在東南亞建立有效的勢力。而與鄭和下西洋幾乎同時期，從印度德里苏丹国來的伊斯蘭勢力開始染指東南亞，並在短短100年時間内征服了除了中南半島以外的東南亞地區。隨著伊斯蘭教政權及其後的歐洲殖民者在東南亞建立勢力，中國及華人對東南亞的影響力也日漸式微，而華人更被當地政權視爲威脅，其後幾百年時間裏多次出現針對華人的屠殺和暴亂。

### 纪念
- 地名，中国南沙群岛有多处以参与郑和下西洋的人士命名的岛礁
  - 郑和群礁，位于南沙群岛的群礁
  - 尹庆群礁，位于南沙群岛的群礁，来源于配合郑和行动的明朝中官尹庆
  - 馬歡島，位于南沙群岛的岛屿，来源郑和随员马欢
  - 费信島，位于南沙群岛的岛屿，来源郑和随员费信

## 歷史研究
- 梁启超：“及观郑君，则全世界历史上所号称‘航海伟人’能与并肩者，何其寡也。郑君之初航海，当哥伦布发现亚美利加以前六十余年，当维哥达嘉马（瓦斯科·达·伽马）发现印度新航路以前七十余年。顾何以哥氏、维氏之绩，能使全世界划然开一新纪元；而郑君之烈，随郑君之没以俱逝？我国民虽稍食其赐，亦几希焉。则哥伦布以后，有无量数之哥伦布；维哥达嘉马以后，有无量数维哥达嘉马；而我则郑和以后，竟无第二之郑和。噫嘻，是岂郑君之罪也！”「鄭和之後，再無鄭和。」“郑和之业，其主动者，实绝世英主明成祖其人也”。[76]
- 孙中山：“乃郑和竟能于十四个月之中而造成六十四艘之大舶，载运二万八千人巡游南洋，示威海外，为中国超前轶后之奇举。至今南洋土人犹有怀想当年三保之雄风遗烈者，可谓壮矣！”[77]
- 法国汉学家伯希和：“15世纪初中国人的伟大海上航行”。[78]
- 英国皇家海军潜水艇指挥官加文·孟席斯撰写畅销书《1421：中国发现世界》，书中提出，郑和船队的分队曾经实现环球航行，并早在西方大航海时代之前便已发现美洲、澳大利亚、新西兰的论点。
- 鄭和的一生，是明成祖時期中國海洋擴張政策「最驚人的展現」。[71]:228
- 鄭和的成就清楚證明，中國有稱霸海洋、成為海洋帝國的潛力。東南亞攸關中國經貿和國防的港口，鄭和採取了積極干預內政手法。[71]:230-231
- 2007年2月7日，中华人民共和国主席胡锦涛在南非比勒陀利亚大学演讲：“早在六百年前，中国明代著名航海家郑和率领庞大船队，四次到达非洲东海岸。他们给非洲人民带来的，是和平的愿望和真诚的友谊，而不是刀剑枪炮和掠夺奴役。”[79]
- 2015年新加坡國立大學李光耀公共政策學院院長馬凱碩說，中國歷史上沒有殖民海外的紀錄，鄭和下西洋帶去的是歡聲笑語而不是殖民剝削，如果中國做老大，會和美國做老大的方式截然不同[80]。
- 上海政法学院社会科学研究院教授何平立与上海大学社会学院教授沈瑞英认为，郑和下西洋不仅体现了明朝的政治和军事目的，也是中国历史上的、海洋活动战略意义上的海权意识的觉醒，是大航海时代的先驱，为现代社会提供了海权构建的一种新思维，对中国现代海权的发展具有重要意义。[81]
- 吕思勉所著《中国通史》认为，明成祖朱棣篡位，疑心惠帝逃往海外，须派人追踪寻找，遂有了郑和下西洋的举动。[82]

### 郑和档案被毁
据《殊域周咨录》记载，郑和下西洋的档案《郑和出使水程》原存兵部。明宪宗成化年间，宪宗下诏命兵部查三保旧档案，兵部尚书项忠派官员查了三天都查不到，已被车驾郎中刘大夏事先藏起来。项忠追问官员，库中档案，怎么能够失去？当时在场的刘大夏说“三寶下西洋，费钱几十万，军民死者万计，就算取得珍宝有什么益处？旧档案虽在，也当销毁，怎么还来追问？”
《郑和出使水程》应当包括大量原始资料，如皇帝敕书、郑和船队的编制、名单、航海日志，帐目等。大批郑和档案究竟有没有被刘大夏销毁，至今仍然是个谜。大批郑和档案失踪，给郑和研究带来很大的困难和限制。
中国科学院海洋研究所研究员郑一钧认为，“迟至万历末年兵部仍存有郑和下西洋的档案”，他认为刘大夏烧毁或藏匿郑和档案之说不足信，郑和档案可能在明末李自成攻打北京或清兵攻占北京城时亡失于战火。

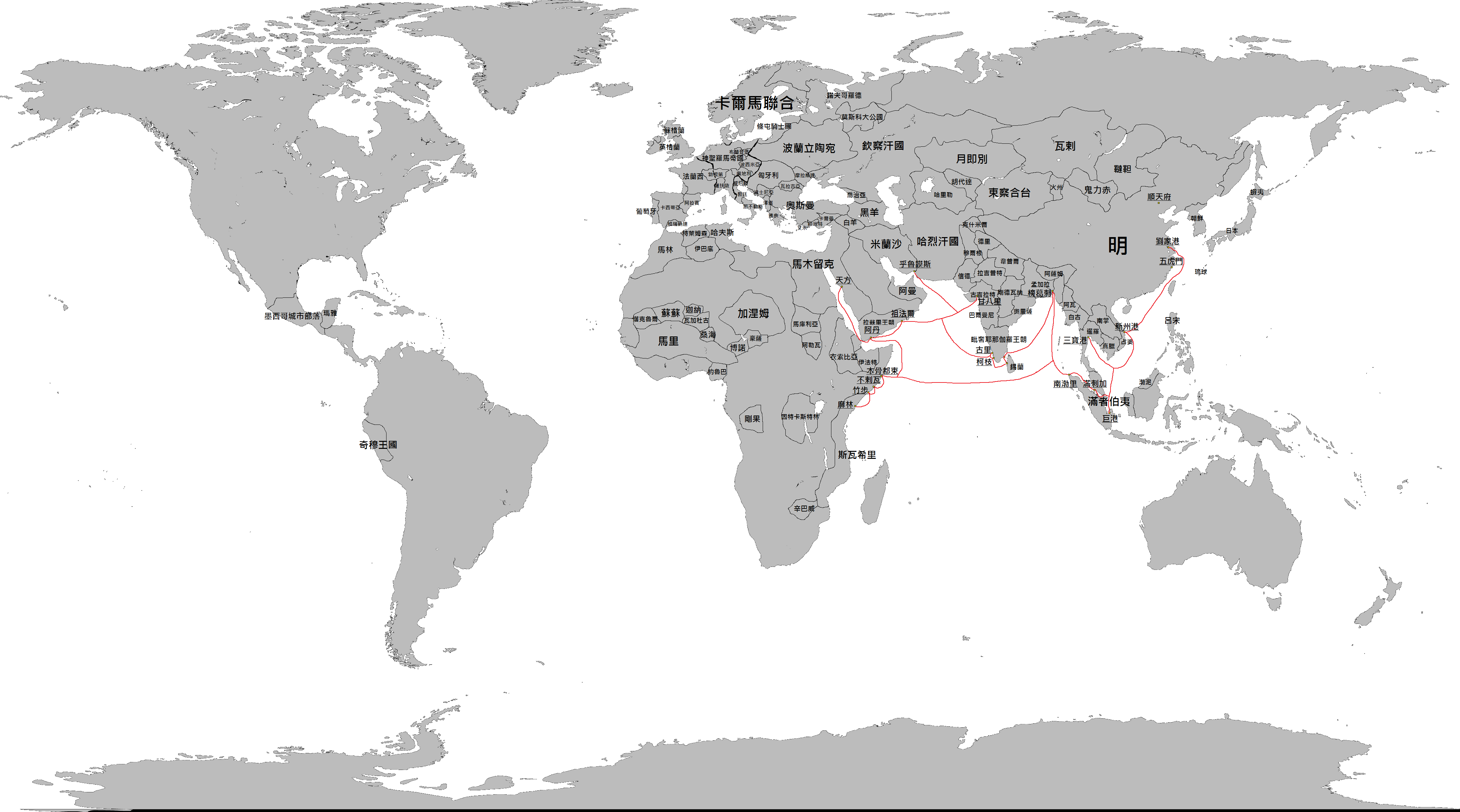
底線字為出航到達點，紅線為路線。政權邊界以1405年為準。

## 外部連結
- 中國專家將赴非洲尋找鄭和沈船（页面存档备份，存于）
- 肯尼亚出土中国明朝永乐铜钱 或可证明郑和曾远涉至此（页面存档备份，存于）